# Thomas Ashley
Ne doit pas être confondu avec Tom Ashley.
Thomas William Ludlow Ashley, dit Lud Ashley, né le 11 janvier 1923 à Toledo et mort le 15 juin 2010 à Leland, est un homme politique américain, membre du Parti démocrate, qui a été représentant de l'Ohio de 1955 à 1981. Il est l'arrière-petit-fils de James Mitchell Ashley.